# Coppa Placci 1983
La Coppa Placci 1983, trentatreesima edizione della corsa, si svolse il 30 luglio 1983 su un percorso di 222,1 km. La vittoria fu appannaggio dell'italiano Marino Amadori, che completò il percorso in 5h55'23", precedendo i connazionali Davide Cassani e Alfio Vandi.

## Ordine d'arrivo (Top 10)
| Pos. | Corridore           | Squadra                  | Tempo    |
| ---- | ------------------- | ------------------------ | -------- |
| 1    | Marino Amadori      | Gis Gelati-Campagnolo    | 5h55'23" |
| 2    | Davide Cassani      | Termolan-Galli-CIÖCC     | s.t.     |
| 3    | Alfio Vandi         | Metauro Mobili-Pinarello | s.t.     |
| 4    | Bruno Leali         | Inoxpran-Lumenflon       | a 18"    |
| 5    | Fabrizio Verza      | Gis Gelati-Campagnolo    | s.t.     |
| 6    | Alfons De Wolf      | Bianchi-Piaggio          | a 54"    |
| 7    | Pierino Gavazzi     | Atala-Campagnolo         | s.t.     |
| 8    | Palmiro Masciarelli | Gis Gelati-Campagnolo    | s.t.     |
| 9    | Marco Vitali        | Del Tongo-Colnago        | s.t.     |
| 10   | Mauro Angelucci     | Alfa Lum-Olmo            | s.t.     |